# Laurence Halsted
Laurence Halsted (ur. 22 maja 1984) – brytyjski florecista, trzykrotny medalista mistrzostw Europy.
Największym osiągnięciem zawodnika jest srebrny medal mistrzostw Europy z Kijowa (2008) oraz brąz rok później w konkurencji indywidualnej floretu.